# Deon Burton
Deon Burton   (Reading, 25 d'octubre de 1976) és un futbolista jamaicà de la dècada de 2000.
Fou 56 cops internacional amb la selecció de Jamaica.
Pel que fa a clubs, destacà a Portsmouth FC, Derby County FC, Sheffield Wednesday FC i Charlton Athletic FC.